# Kazuki Iimura
Kazuki Iimura, född 27 december 2003 i Kyoto, är en japansk fäktare som tävlar i florett.

## Karriär
Vid OS 2024 ingick Iimura i det japanska laget som tog guld i florett.